# Agave mitis
Agave mitis là một loài thực vật có hoa trong họ Măng tây. Loài này được Mart. mô tả khoa học đầu tiên năm 1848.

## Hình ảnh

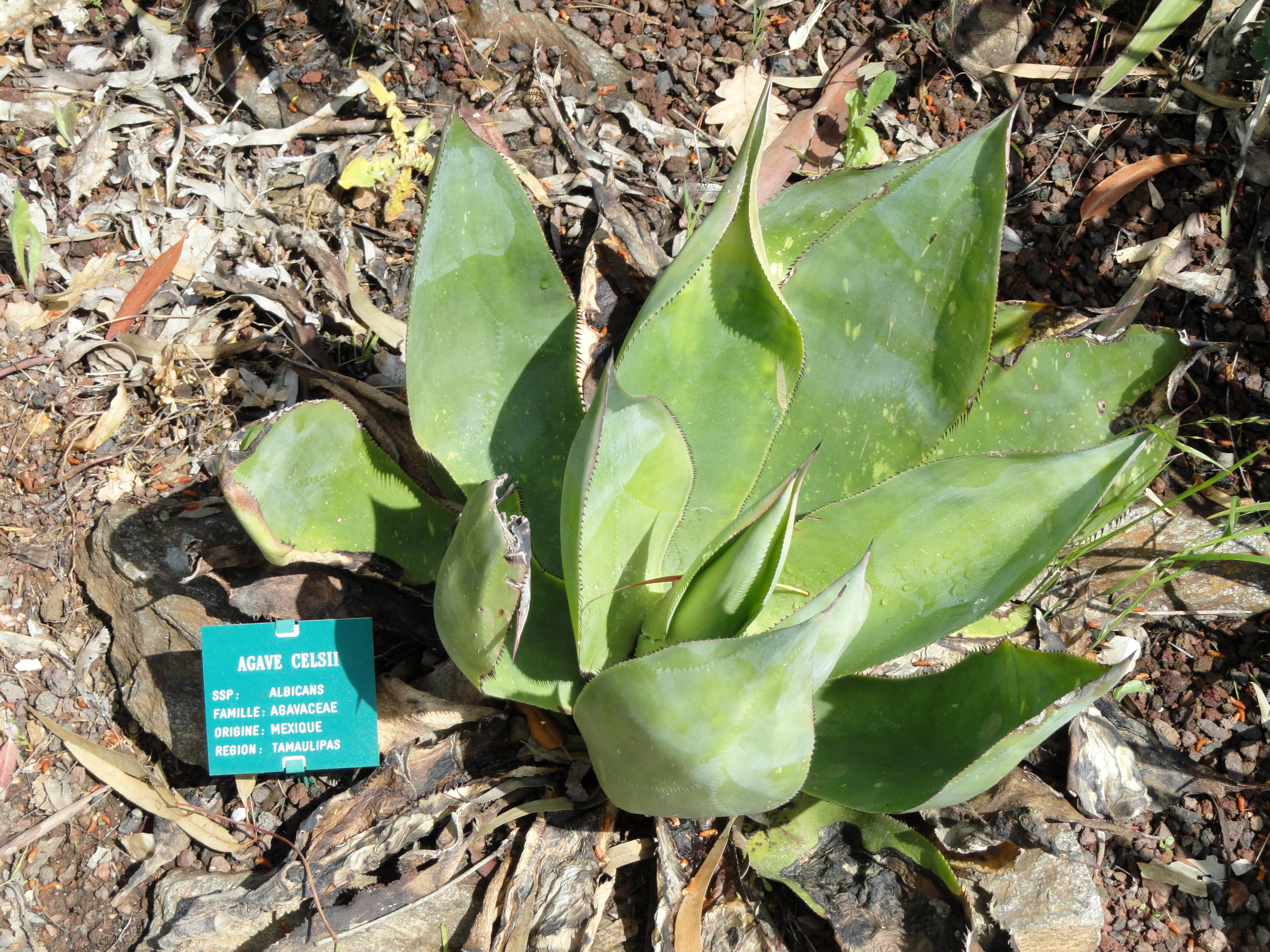
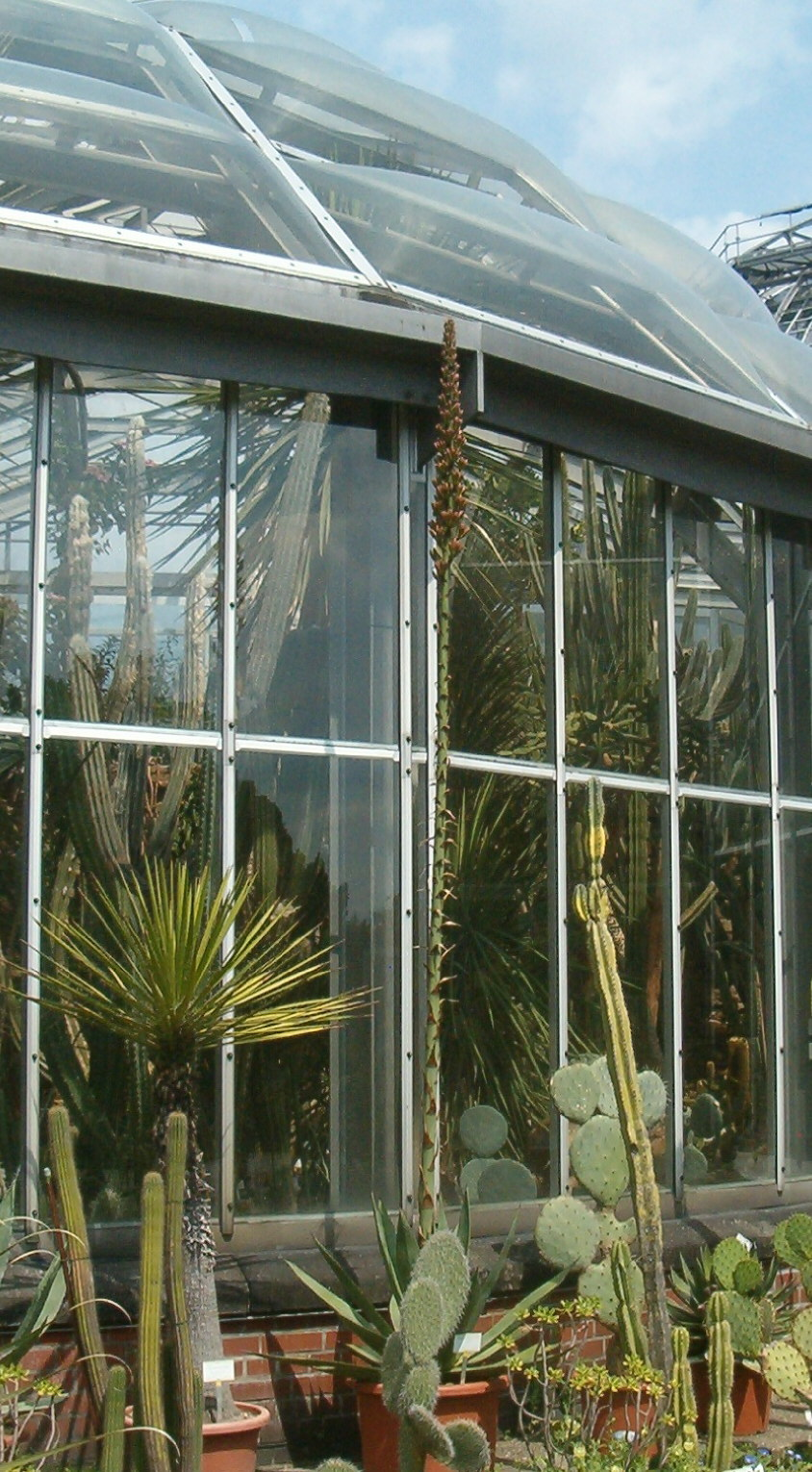
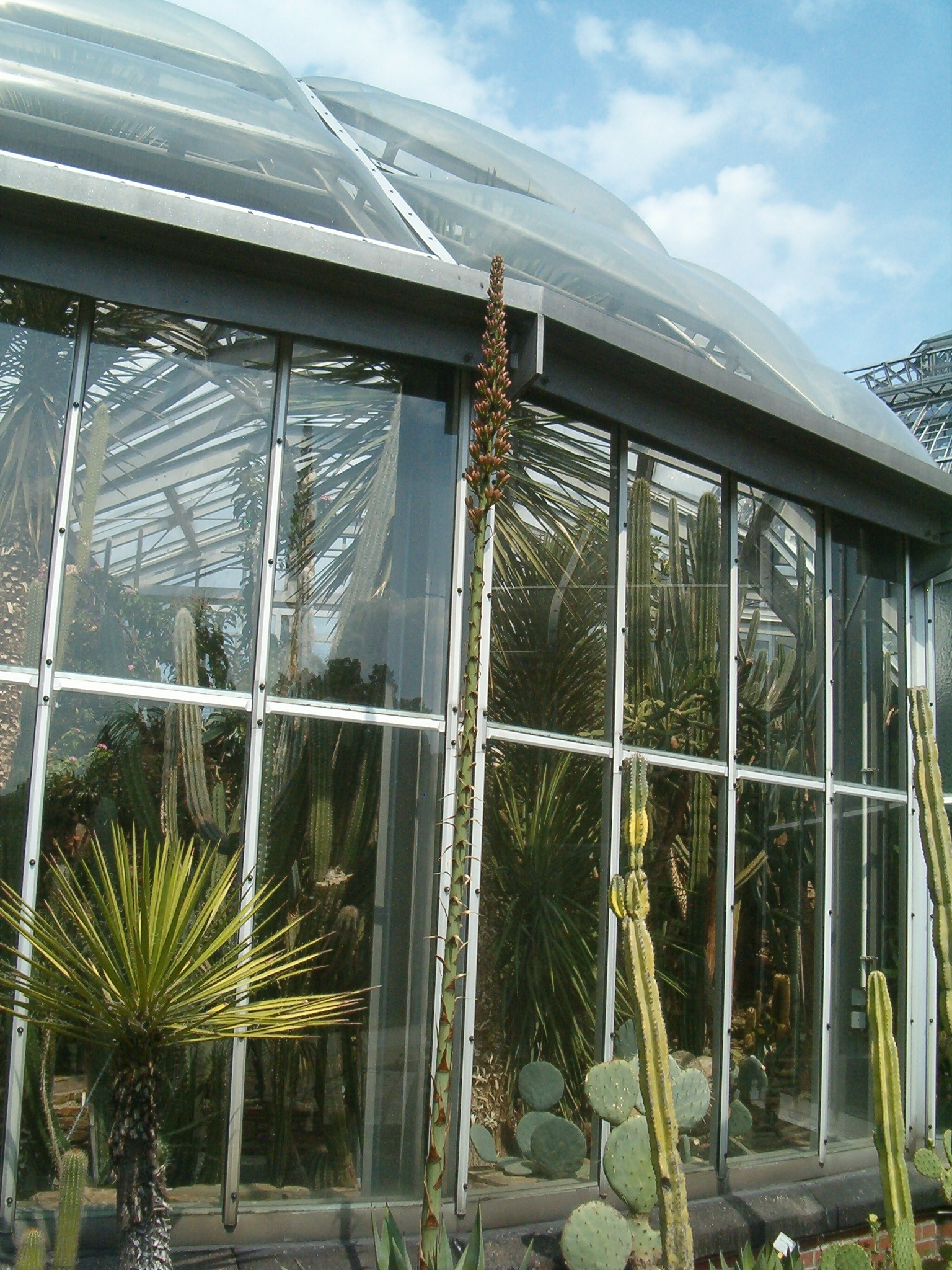
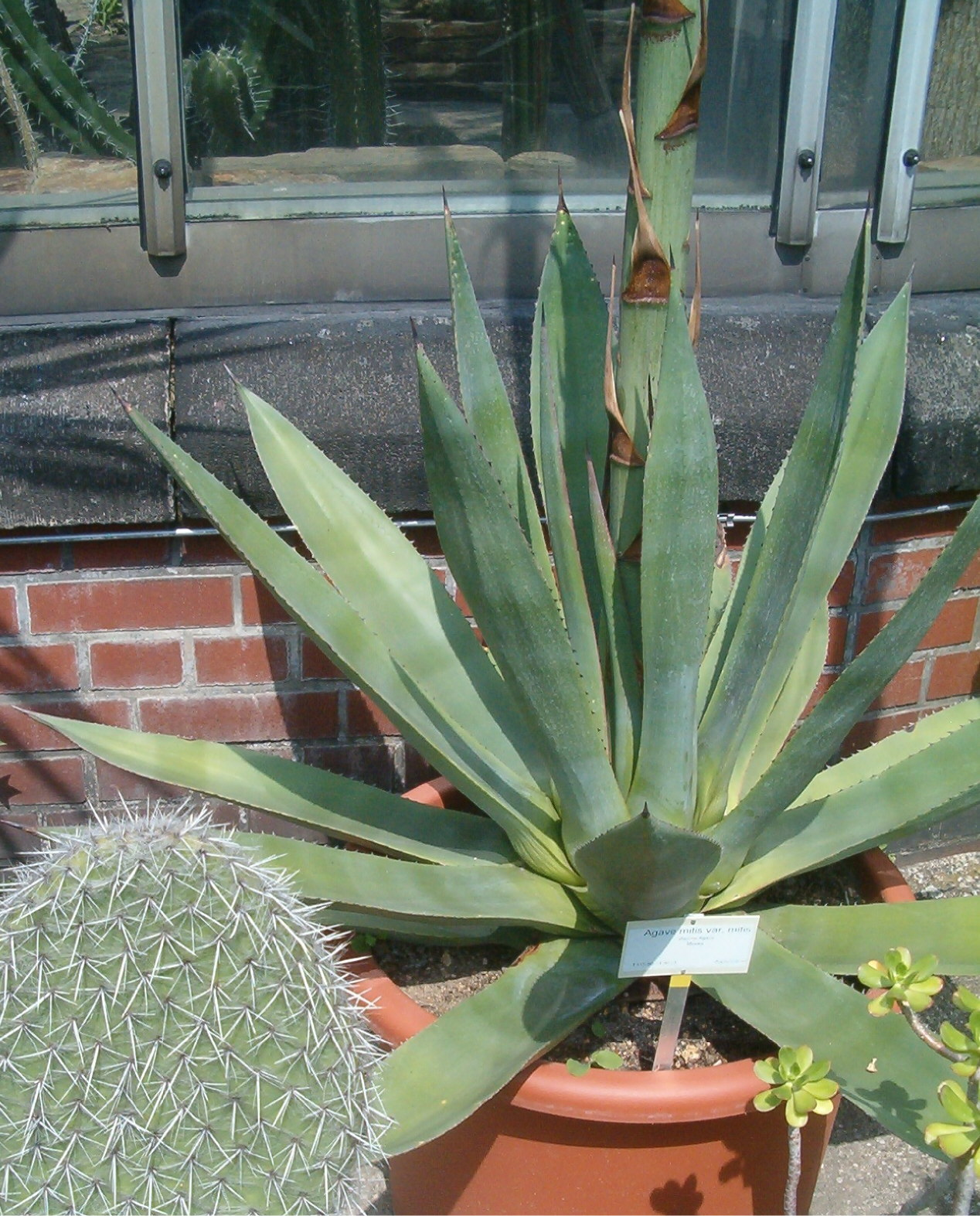